# Osmets
Osmets ist eine französische Gemeinde mit 91 Einwohnern (Stand 1. Januar 2022) im Département Hautes-Pyrénées in der Region Okzitanien. Sie gehört zum Kanton Les Coteaux und zum Arrondissement Tarbes. 

## Lage
Osmets ist umgeben von folgenden Nachbargemeinden:
| Trouley-Labarthe | Antin                                       |                  |
| Chelle-Debat     | Kompassrose, die auf Nachbargemeinden zeigt | Lubret-Saint-Luc |
|                  | Mun                                         | Luby-Betmont     |

## Bevölkerungsentwicklung
| Jahr                       | 1962 | 1968 | 1975 | 1982 | 1990 | 1999 | 2008 | 2020 |
| Einwohner                  | 96   | 81   | 79   | 85   | 76   | 74   | 83   | 93   |
| Quellen: Cassini und INSEE |      |      |      |      |      |      |      |      |

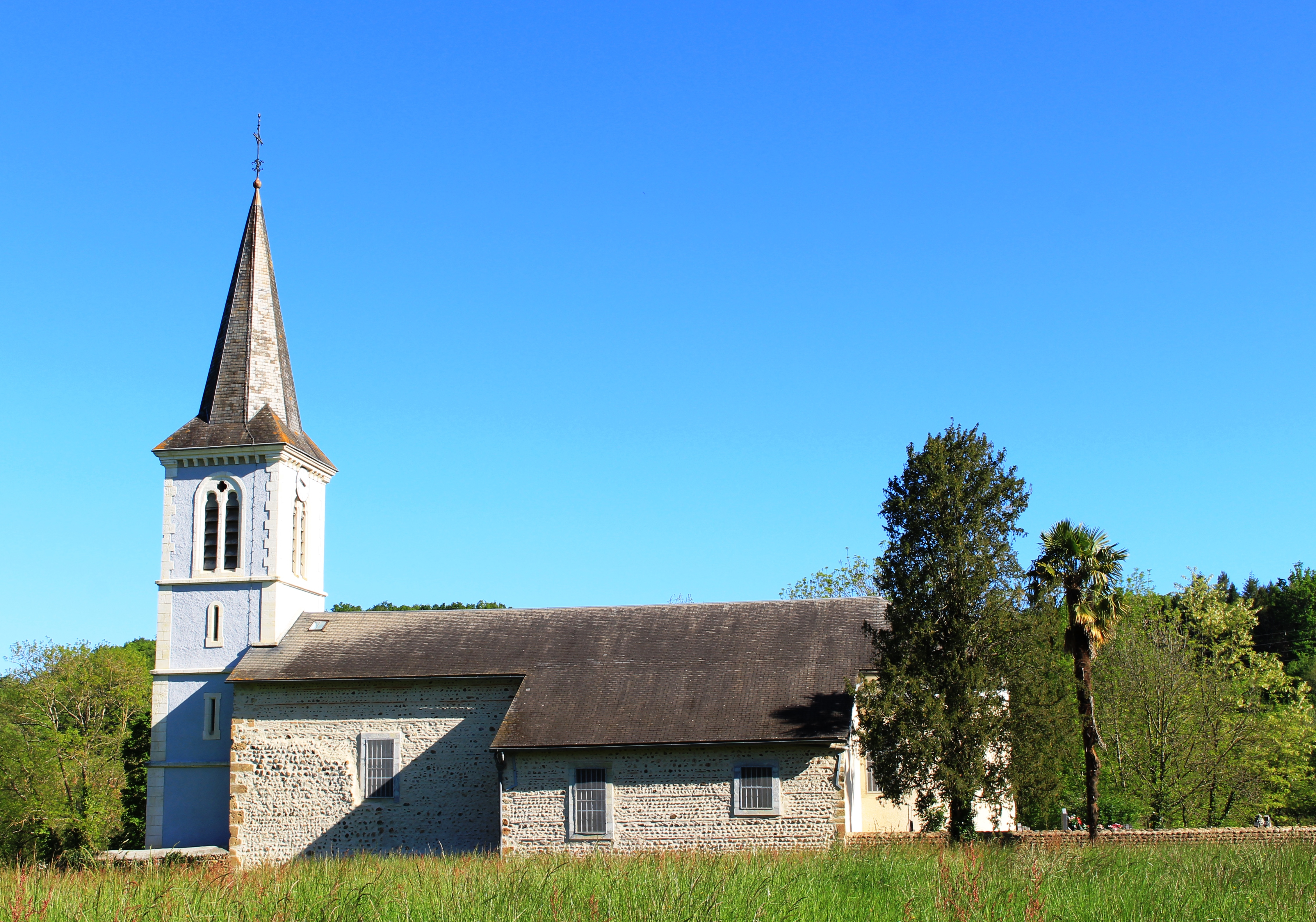
Himmelfahrtskirche
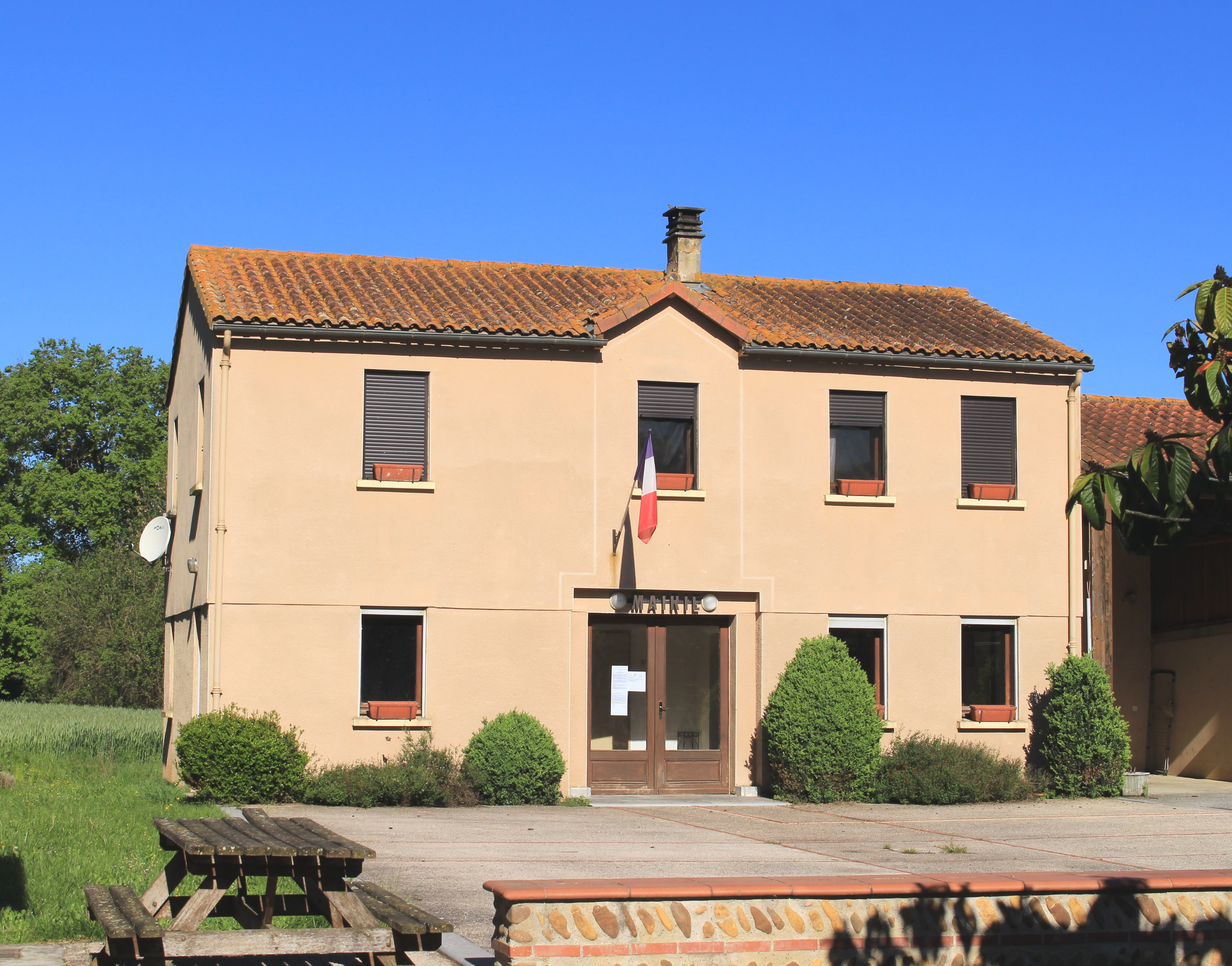
Rathaus (mairie)